# Platycheirus subordinatus
Platycheirus subordinatus là một loài ruồi trong họ Ruồi giả ong (Syrphidae). Loài này được Becker mô tả khoa học đầu tiên năm 1915. Platycheirus subordinatus phân bố ở vùng Cổ Bắc giới